# Аміноксильні радикали
Аміноксильні радикали (рос. аминоксильные радикалы, [нитроксилы], англ. aminoxyl [nitroxyl] radicals) — радикали зі структурою R2NO• ↔ R2N•+-O-. Це похідні гідроксиламіну, утворені внаслідок віднімання атома H від гідроксильної групи. Мають нітроксильну групу N-O•, неспарений електрон якої знаходиться на антизв'язуючій π-орбіталі, утвореній з 2pzорбіталей атомів O та N (гібридизація атома N близька до sp2), довжина зв'язку N-O проміжна між одинарним i подвійним зв'язками в NO-сполуках. Такі радикали вирізняються високими дипольними моментами (1·10-29 Кл м i більше), а їх стабільність зумовлюється специфікою трьохелектронного азот-кисневого зв'язку. Здатні диспропорціонувати:
2 R(RCH2)N-O• → R(RCH2)N-OH + R(RCH=)N→O.
У ряді випадків можуть бути виділеними. Пр., біс(хлорометил)аміноксил (ClCH2)2N-O•.
Синоніми нітроксильний радикал, нітроксид IUPAC не рекомендує, як і застарілий термін амініл оксид.